# Albert Moulin
Albert Adhémar Moulin (Pipaix, 12 juli 1892 - Sint-Gillis, 5 december 1962) was een Belgisch senator en burgemeester.

## Levensloop
Journalist van beroep, werd Moulin verkozen tot gemeenteraadslid van Pipaix (1927-1934) en vervolgens van Leuze (1938-1962). In Leuze werd hij schepen (1939-1952) en burgemeester (1953-1959). Tijdens de oorlog stapte hij in het Verzet.
In 1936 werd Moulin verkozen tot socialistisch senator voor het arrondissement Doornik-Aat. Hij vervulde dit mandaat tot aan zijn dood.
Hij was ook voorzitter van de federatie van socialistische ziekenkassen voor het arrondissement Doornik.
In Wiers, een afdeling van Peruwelz, en in Rumes, is er een Rue Albert Moulin.